# 小行星1412
小行星1412（1412 Lagrula）是一颗围绕太阳公转的小行星。1937年1月19日，路易·博耶在阿尔及尔发现了此天体。
該小行星以法國天文學家若安妮-菲利普·拉魯拉命名。
这颗小行星的绝对星等为13.74993728436084等。